# Hồ Quan
Hồ Quan (chữ Hán giản thể: 壶关县 âm Hán Việt: Hồ Quan huyện) là một huyện thuộc địa cấp thị Trường Trị, tỉnh Sơn Tây, Cộng hòa Nhân dân Trung Hoa. Huyện Hồ Quan có diện tích 1013 km², dân số năm 2002 là 280.000 người. Huyện Bình Quan được chia thành 5 trấn và 15 hương.
- Trấn: Thành Quan, Tấn Trang, Điếm Thượng, Bách Xích.
- Hương: Thụ Chưởng, Tây Xuyên Để, Tân Thôn, Tập Điếm, Đông Sùng Hiền, Hoàng Sơn, Hoàng gia Xuyên, Cố Thôn, Ngũ Long Sơn, Đông Bách Lâm, Thường Hành, Đông Tỉnh Lĩnh, Thạch Pha, Kiều Thượng, Thạch Hà Mộc, Nga Tầng.